# Charles Auguste Varsavaux

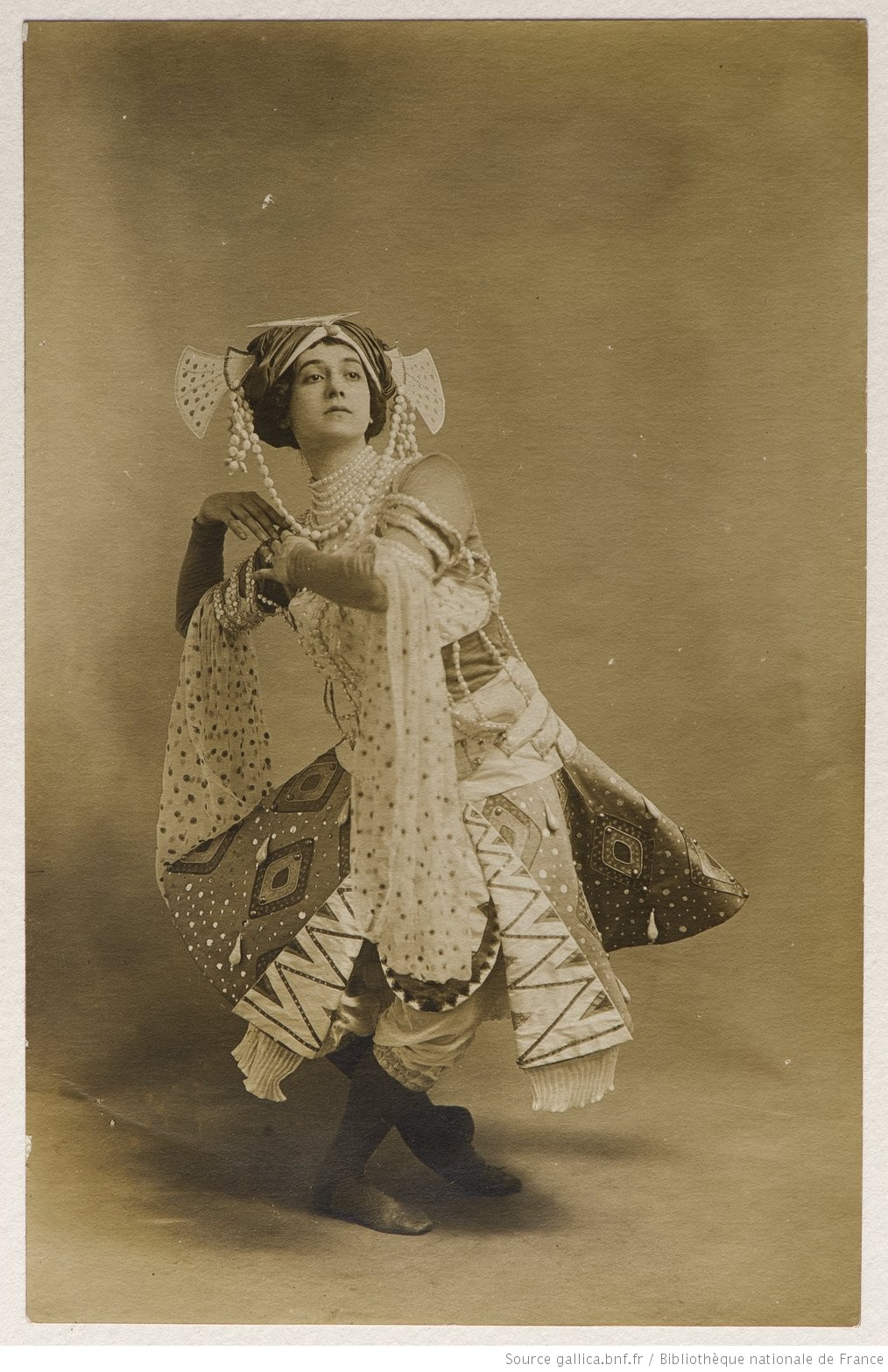
Tamara Platonovna Karsavinová v Le dieu bleu, 1912

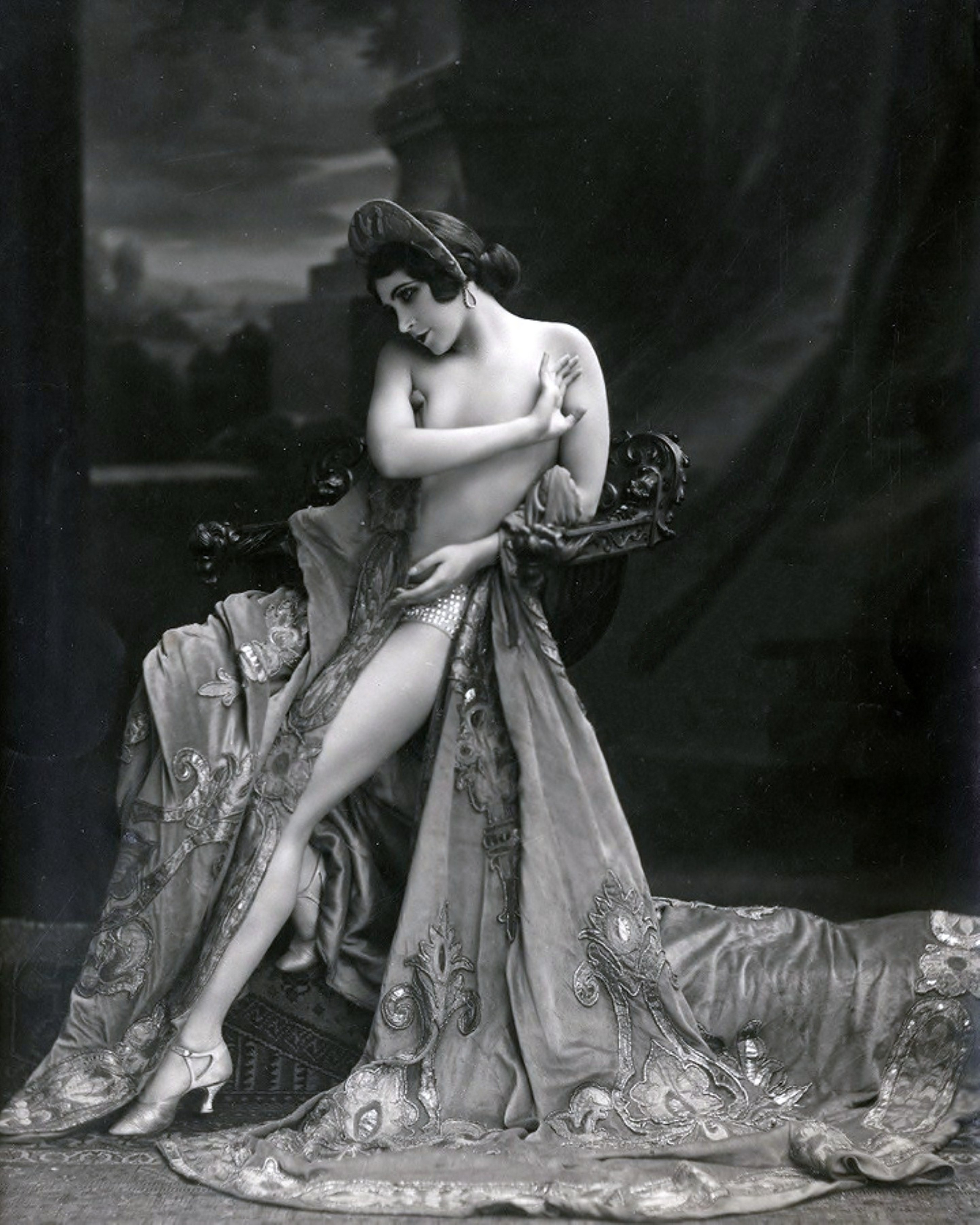
Étoiles et Beautés, asi 1925

Charles Auguste Varsavaux, pseudonym Waléry (30. září 1866 v Paříži – 20. dubna 1935, tamtéž) byl francouzský divadelní a portrétní fotograf a ilustrátor notových knih.

## Životopis
Byl oficiálním fotografem Ballets Russes během jejich hostování v roce 1912 v Paříži. Řada jeho portrétů Vaslava Nijinského a Tamary Karsavinové jako postav v baletu Le Dieu bleu od choreografa Michaila Fokina je ve sbírkách Francouzské národní knihovny.
Po smrti Stanislause Juliana Ignacyho Ostroroga (Lucien Walery) převzal Varsavaux jeho fotografické studio v Paříži a provozoval jej pod jménem Waléry jako jeho předchůdce.